# Schloss Dechantsees

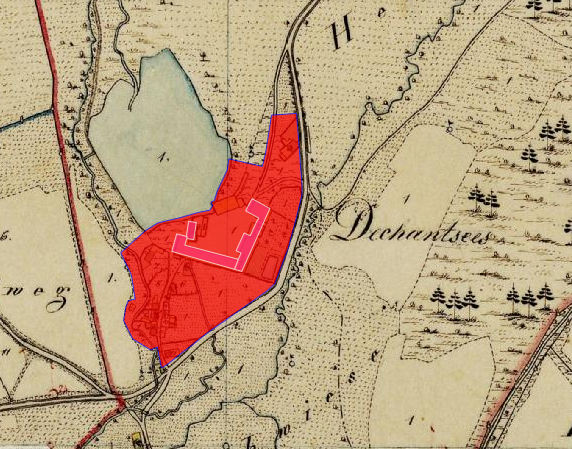
Lageplan von Schloss Dechantsees auf dem Urkataster von Bayern

Das denkmalgeschützte Schloss Dechantsees befindet sich in Dechantsees, einem Gemeindeteil der Oberpfälzer Gemeinde Pullenreuth im Landkreis Tirschenreuth (Dechantseeser Straße 5). Das ehemalige Landsassengut ist unter der Aktennummer D-3-77-148-4 als denkmalgeschütztes Baudenkmal von Dechantsees verzeichnet. „Archäologische Befunde des Mittelalters und der frühen Neuzeit im Bereich des ehem. Landsassengutes und Schlosses Dechantsees, darunter die Spuren eines spätmittelalterlichen und frühneuzeitlichen Eisenhammers“ werden als Bodendenkmal unter der Aktennummer D-3-6038-0053 geführt.

## Geschichte
Dechantsees wird erstmalig im Herzogsurbar von 1285 als „Techantsgesasz curia propria“ und „Thechansgeseitz una curia“ erwähnt. Ebenso wird im Herzogsurbar von 1326 von „Techandesgesez curia propria“ gesprochen. 1311 übergibt Landgraf Ulrich I. von Leuchtenberg an Herzog Ludwig „zu rechten eigen“ ... „Dechengesezze, das halbe Dorf“. Vom 14. bis zum 16. Jahrhundert bestanden in Unter- und Oberdechantsees, d. h. in Funkenau und in Dechantsees, je ein Schienhammer. 1527 wurde der Hammer in Dechantsees in einen Blechhammer umgewandelt, Funkenau folgte 1570. Beide waren dem Kastenamt Kemnath mit Zins, Abgaben und Jurisdiktion unterworfen. Nach einem Bericht von 1666 bestanden noch beide Hämmer, waren aber nicht mehr gangbar. Aus einem Bericht des Johann German Barbing an den Kurfürst Ferdinand Maria vom 16. Januar 1666 heißt es: Dechantsees. Ein Hammer, Dechantseß (!) genannt, den Rambskopfifchen Erben gehörig, so zwar noch in Esse, jedoch dermalen nicht gangbar. Die Erben sind außer Lands. Es ist ihnen bereits aufgetragen worden, zur Verhütung seines Ruins, ihn einem andern zu verkaufen. Zum Hammer Funkenau heißt es an gleicher Stelle: Funkenau. Der Hammer, nächst bei obigen liegend und gleichfalls ersagten Rambskopfischen Erben gehörig, ist an Gebäuden vor langen Jahren ganz zu Grunde gegangen und eingefallen. Keine Hoffnung, daß selbiger mehr aufgerichtet werde.
Die beiden Hammerwerke zu Dechantsees (Hammer Oberdechantsees) und Funkenau (Hammer Unterdechantsees) kamen 1723 in den Besitz des Klosters Waldsassen, damals bestand hier nur noch eine Mühle mit einem Gang sowie ein Bräuhäusl. Die Hammerwerke wurden durch das Wasser des Höllbachs, eines linken Zuflusses zur Fichtelnaab, bzw. mittels eines nördlich der Anlage befindlichen Teiches betrieben.
Das Landsassengut Dechantsees entstand 1768, als das Kloster beide Besitzungen zusammenlegte und mit hofmärkischen Rechten mit eingeschlossener niederer Gerichtsbarkeit ausstattete. Das Kloster musste anstatt der früheren Abgaben nun 60 fl an das Kastenamt Kemnath bezahlen, zudem musste der Abt bei jedem Lehensfall 150 fl erlegen und in Kriegszeiten einen Mann mit 30 fl ausstatten. Zu dem Landsassengut gehörten nur die Insassen der acht auf dem Dechantseer Grund und Boden errichteten Häuser und keine weiteren Hintersassen.
Unter Kurfürst Maximilian Joseph wurde auch für dieses Landsassengut ein Allodifizierungsverfahren eingeleitet. Das Kloster entschloss sich aus finanziellen Gründen, das Landsassengut zu verkaufen. Nach längeren Verhandlungen ergab sich in der Person des Wilhelm von Waldenfels, Domherr zu Trier und Würzburg und Inhaber des Gutes Groschlattengrün, ein Kaufinteressent. Mit ihm wurde am 5. Oktober 1801 ein Kaufvertrag ausgehandelt. Bereits am 22. November 1799 war die Lehensabhängigkeit durch Allodifizierung aufgelöst und gegen Erlag einer Geldsumme die Weiterführung der gutsherrlichen Gerichtsbarkeit bestätigt worden war. Unter König Maximilian Joseph wurde auf dem ehemaligen Rittergut die Errichtung eines Patrimonialgerichts 1. Klasse genehmigt, 1828 wurde dies in ein Patrimonialgericht II. Klasse umgewandelt. 1946 wurde Dechantsees nach Pullenreuth eingemeindet. Seit 1881 ist die Anlage in Privatbesitz. Die einst umfangreichen land- und forstwirtschaftlichen Flächen wurden nach und nach verkauft.

## Baulichkeit
Das Schloss ist ein zweigeschossiger langer Rechteckbau, wobei das Corps de logis mit einem vorspringenden Mittelrisalit und einem Mansardwalmdach ausgestattet ist; von diesem Mittelteil gehen zwei zweigeschossige Seitenflügel aus. Die Räume im Erdgeschoss sind fast alle gewölbt. Das Schloss wurde um 1796 zu seiner heutigen Gestalt ausgebaut. Teile stammen noch aus dem 17. Jahrhundert. Zu dem Ensemble gehören mehrere Ökonomiegebäude mit einer Remise und Stallungen. Die ehemalige Mühle ist ein eingeschossiger Bruchsteinbau mit einem Satteldach und einer Einfassung (= Umschrot) aus dem späten 18. Jahrhundert. Das Schloss ist derzeit in Privatbesitz.